# 수성구
수성구(壽城區)는 대한민국 대구광역시 동남부에 있는 구이다. 북쪽으로는 동구, 서쪽으로는 중구와 남구를, 남쪽으로는 달성군 가창면, 동쪽으로는 경상북도 경산시와 인접하고 있다. 수성구는 동구의 일부를 분리하여 현재의 수성구로 만들었다.
수성(壽城)라는 명칭은 고려 시대 수성군에서 기인한다. 1914년부터 1938년까지 존재한 경상북도 달성군 수성면과 현재의 구역을 비교해 보면, 동구 효목동, 신암동, 신천동, 남구 대명동, 봉덕동을 제외하고 일치하며, 경산군 고산면(현재의 시지 일대)이 편입됨으로써 현재의 구역을 가지게 되었다.
수성구의 주요 시설로는 대구스타디움, 대구지방법원, 대구고등법원, 대구지방검찰청, 국립대구박물관, 대구삼성라이온즈파크, 대구미술관, 대구어린이세상(어린이대공원), 수성못 등이 있으며, 교육 여건이 우수하여 주거 지역으로 선호하는 지역이다. 대구 도시철도 2호선이 달구벌대로 범어동, 만촌동, 시지 구간을 지나고 있기 때문에 교통도 편리하다. 범물동, 지산동, 황금동, 두산동 일대에 대구 도시철도 3호선이 2015년 4월 23일에 개통되었다. 2020년 기준으로 수성구에 거주하고 있는 인구는 약 42만여 명이다.
수성구의 행정을 맡아 보는 행정기관인 수성구청은 2025년 현재 대구 도시철도 2호선 수성구청역 가까이에 위치해있으나, 2029년에 준공될 신청사로 이전한 후에는 대구 도시철도 3호선 어린이세상역에 가까워지게 된다.

## 역사
- 1980년 4월 1일 아래 도표와 같이 동구의 일부를 관할로 하여 수성구가 신설되었고[4], 범어2동을 범어3동으로 분동하였다.[5] (15행정동 13법정동)

15행정동 - 범어1동, 범어2동, 범어3동, 만촌1동, 만촌2동, 수성1가동, 수성2·3가동, 수성4가동, 황금동, 중동, 상동, 파동, 두산동, 지산동, 범물동
- 1981년 7월 1일 경산군 고산면 일원을 편입하여 대구직할시 수성구로 승격하였고[6], 고산출장소를 설치하였다.[7]
- 1983년 3월 15일 고산출장소를 폐지하였다.[8]
- 1987년 1월 1일 가천동 일부를 동구에 편입하였다.[9]
- 1988년 5월 1일 자치구로 승격하였다.[10]
- 1991년 4월 15일 지방자치제가 실시되어 구의회를 개원하였다.
- 1995년 1월 1일 대구광역시 수성구로 개칭하였다.[11]
- 2002년 1월 1일 내환동을 대흥동으로 개칭하였다.[12]

## 행정 구역

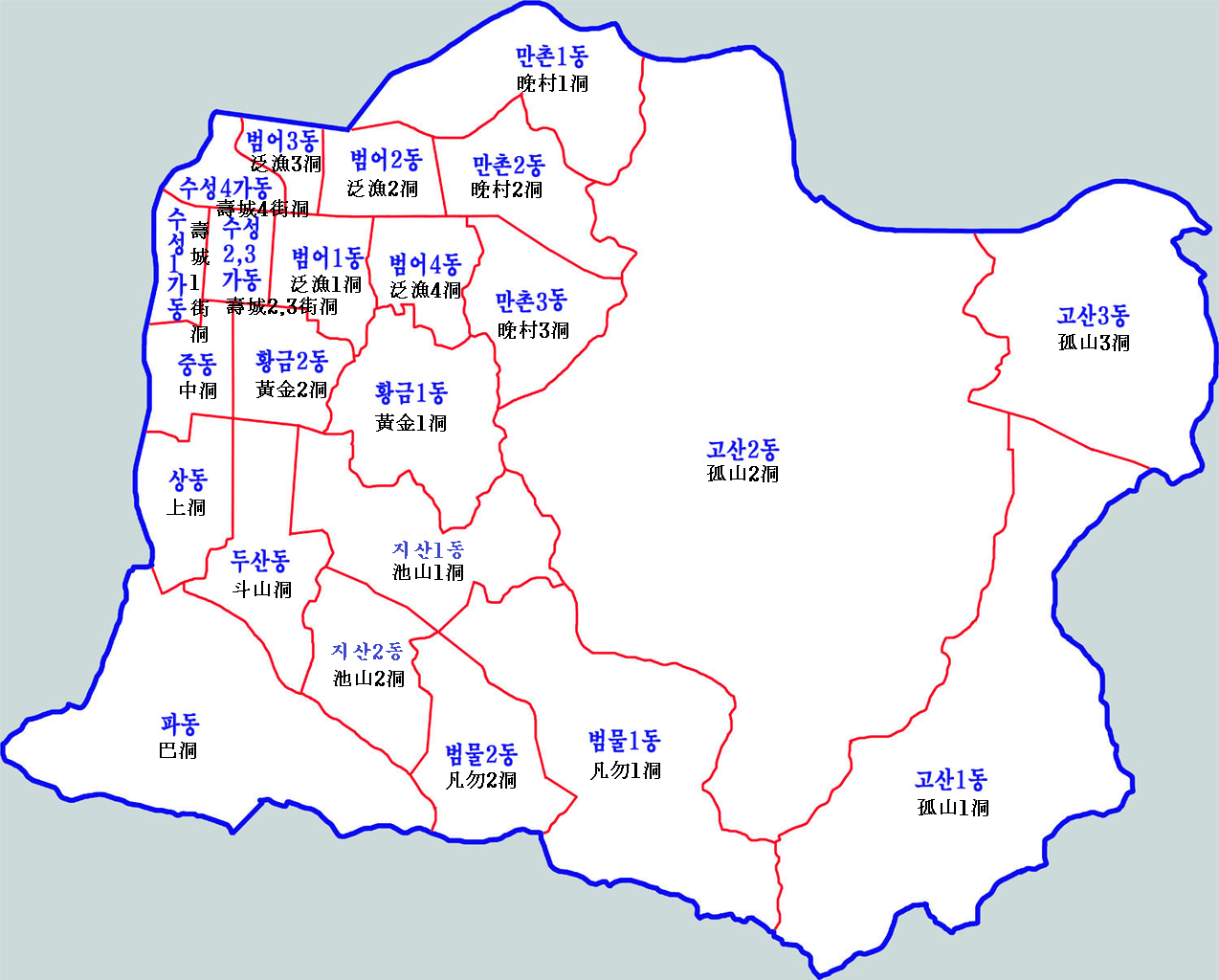

수성구의 행정 구역은 23개의 행정동으로 구성되어 있다. 수성구의 면적은 76.46 km2이며, 인구는 2021년 10월 31일을 기준으로 다음과 같다.
| 행정동      | 한자        | 면적 (km2) | 세대    | 인구 (명) |
| ----------- | ----------- | ---------- | ------- | --------- |
| 범어1동     | 泛漁1洞     | 1.09       | 6,571   | 17,044    |
| 범어2동     | 泛漁2洞     | 1.13       | 7,009   | 15,614    |
| 범어3동     | 泛漁3洞     | 0.57       | 6,062   | 16,273    |
| 범어4동     | 泛漁4洞     | 1.08       | 6,701   | 20,051    |
| 만촌1동     | 晩村1洞     | 2.88       | 9,016   | 22,885    |
| 만촌2동     | 晩村2洞     | 1.62       | 5,074   | 11,027    |
| 만촌3동     | 晩村3洞     | 1.78       | 6,921   | 19,858    |
| 수성1가동   | 壽城1街洞   | 0.58       | 7,195   | 18,060    |
| 수성2·3가동 | 壽城2·3街洞 | 0.65       | 4,715   | 11,936    |
| 수성4가동   | 壽城4街洞   | 0.63       | 5,950   | 14,795    |
| 황금1동     | 黃金1洞     | 2.69       | 8,355   | 23,912    |
| 황금2동     | 黃金2洞     | 1.16       | 5,707   | 10,952    |
| 중동        | 中洞        | 0.91       | 5,721   | 11,019    |
| 상동        | 上洞        | 1.33       | 7,932   | 16,316    |
| 파동        | 巴洞        | 5.82       | 5,570   | 12,635    |
| 두산동      | 斗山洞      | 1.97       | 6,946   | 14,109    |
| 지산1동     | 池山1洞     | 2.64       | 10,645  | 22,000    |
| 지산2동     | 池山2洞     | 1.97       | 8,009   | 18,840    |
| 범물1동     | 凡勿1洞     | 5.44       | 5,970   | 11,375    |
| 범물2동     | 凡勿2洞     | 2.33       | 6,661   | 17,209    |
| 고산1동     | 孤山1洞     | 8.79       | 11,205  | 30,831    |
| 고산2동     | 孤山2洞     | 24.39      | 10,963  | 28,698    |
| 고산3동     | 孤山3洞     | 5.01       | 12,575  | 33,394    |
| 수성구      | 壽城區      | 76.46      | 171,473 | 418,883   |

## 인구
- 수성구(에 해당하는 지역)의 연도별 인구 추이[13]

| 연도   | 총인구    |  |
| ------ | --------- |  |
| 1985년 | 282,667명 |  |
| 1990년 | 351,713명 |  |
| 1995년 | 440,961명 |  |
| 2000년 | 448,996명 |  |
| 2005년 | 426,110명 |  |
| 2010년 | 445,365명 |  |
| 2015년 | 451,786명 |  |
| 2020년 | 434,300명 |  |

## 구청
- 현재 수성구청은 대구광역시 수성구 범어동에 있다.

## 명소
- 고모령비

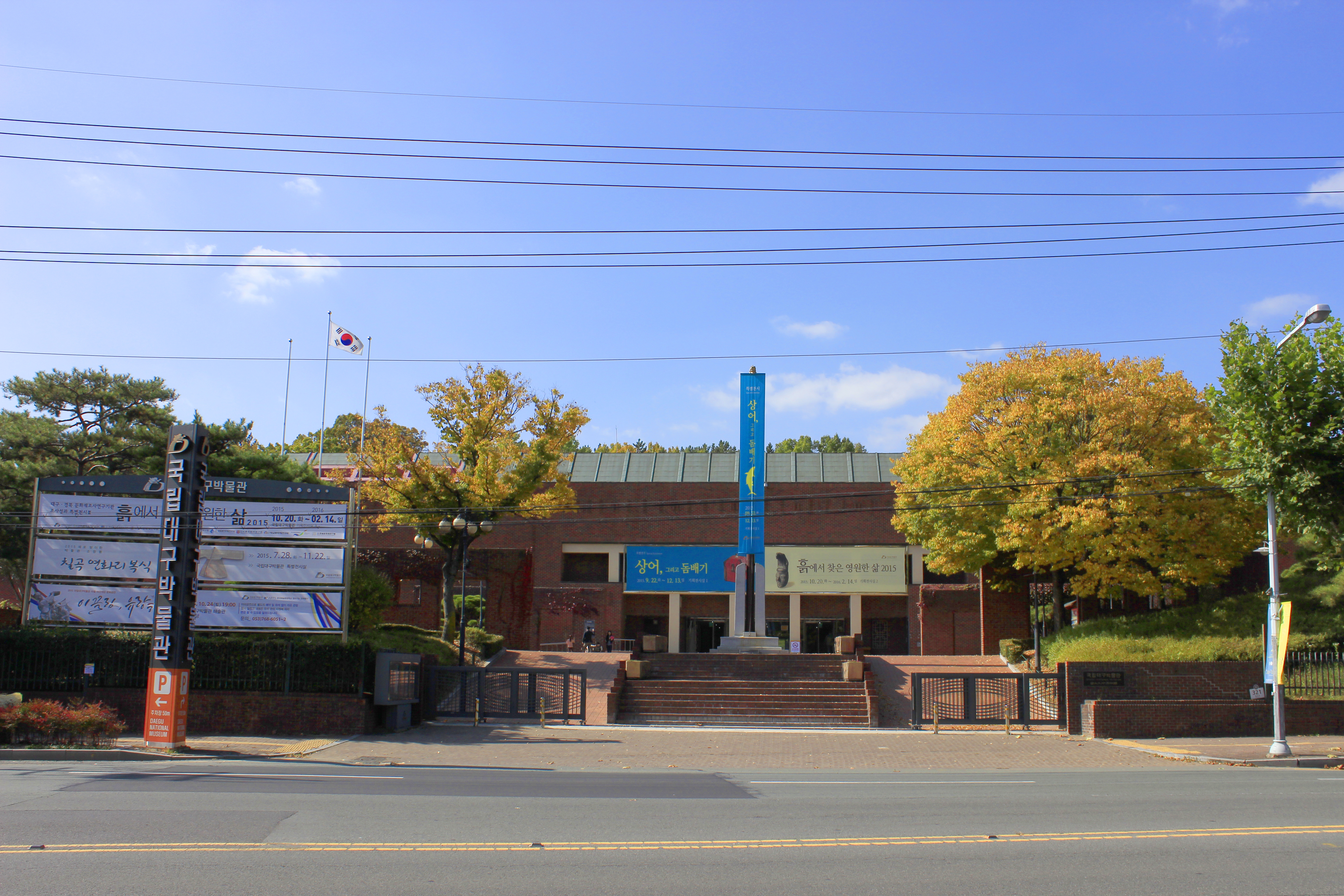
국립대구박물관
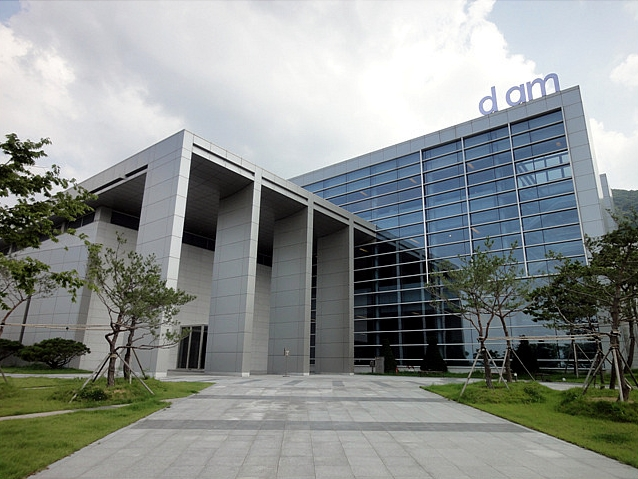
대구미술관
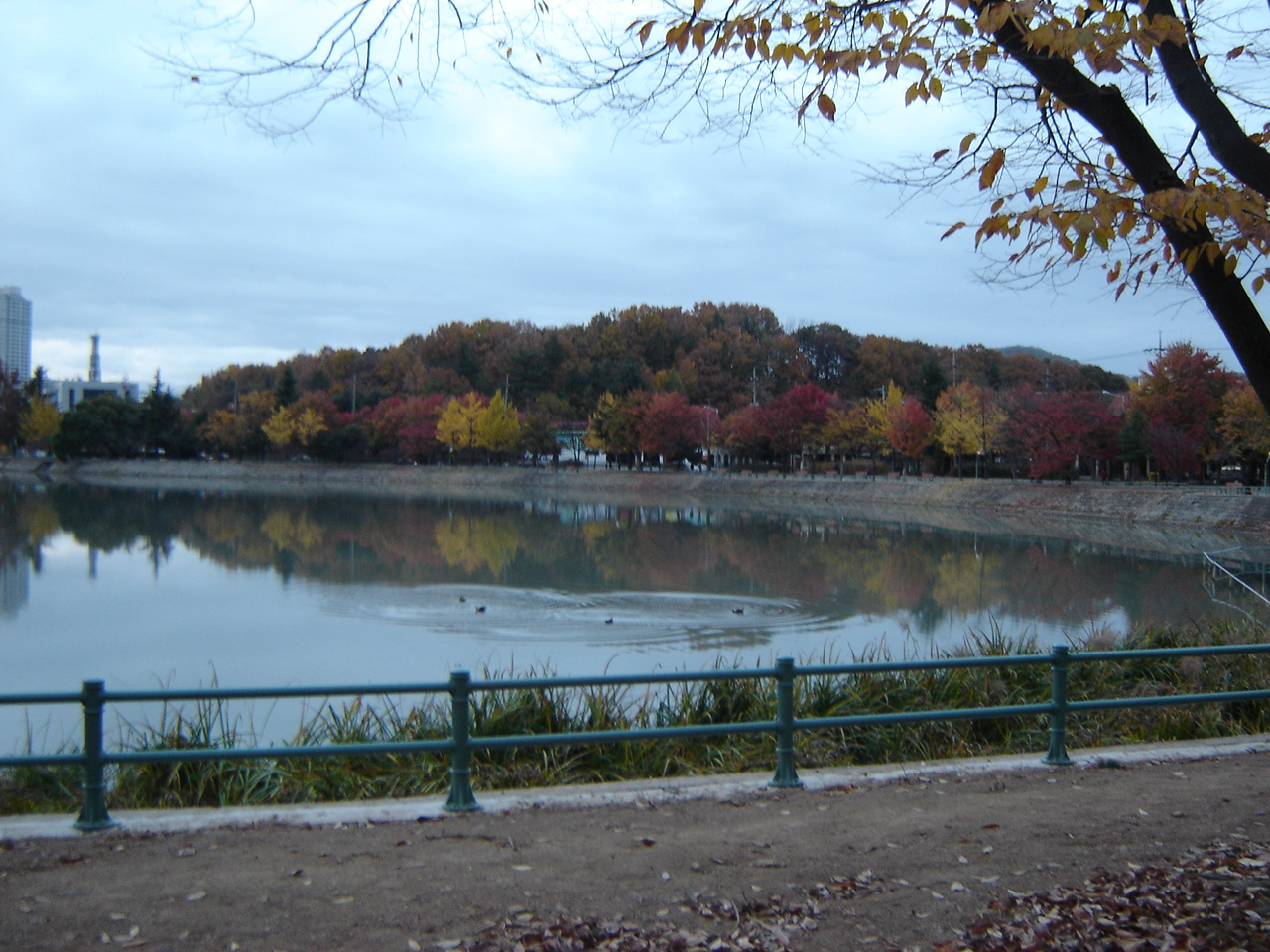
수성못
- 수성아트피아
- 아르떼 수성랜드
- 대구어린이세상
- 영남제일관

- 국립대구박물관
- 대구미술관
- 수성못

## 스포츠 시설 및 언론사

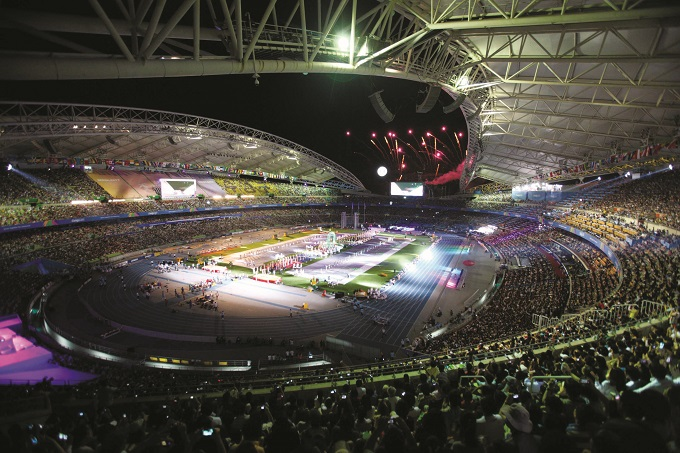
대구스타디움
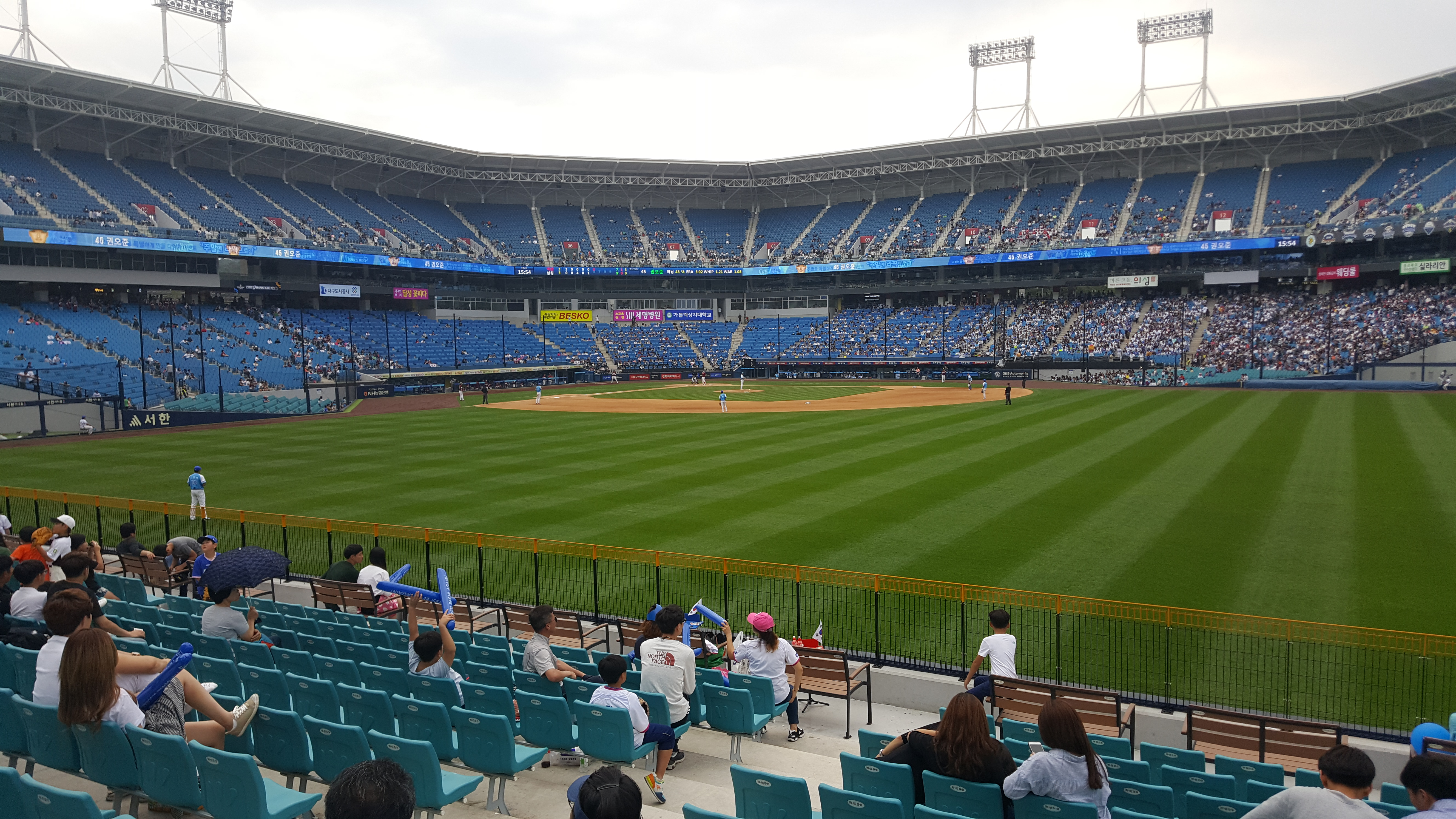
대구삼성라이온즈파크
- 수성구민운동장
- 대구문화방송(대구MBC)
- KBS대구방송총국(KBS대구)
- TBC(대경권 지역민방)

- 대구스타디움
- 대구삼성라이온즈파크

## 교육 기관
- 사립전문대학

|  | - 수성대학교 |

- 고등학교

|  | - 경북고등학교 - 경신고등학교 - 능인고등학교 - 대구과학고등학교 - 대구남산고등학교 | - 대구여자고등학교 - 대구자연과학고등학교 - 대구중앙고등학교 - 대구혜화여자고등학교 | - 대륜고등학교 - 덕원고등학교 - 동문고등학교 - 수성고등학교 | - 시지고등학교 - 영남공업고등학교 - 오성고등학교 - 정화여자고등학교 |

- 특수학교

|  | - 대구남양학교 |

## 주거 지구
- 지산지구 (1992년, 대구도시공사)
- 범물지구 (1993년, 대구도시공사)
- 노변지구 (1995년, 대구도시공사)
- 시지지구 (1997년, 대구도시공사)

## 자매 도시
| 지역 & 국가    | 도시             | 도시           |
| -------------- | ---------------- | -------------- |
| 대한민국       | 경상남도         | 거창군         |
| 대한민국       | 경상북도         | 영주시         |
| 대한민국       | 경상북도         | 영천시         |
| 대한민국       | 경상북도         | 울진군         |
| 대한민국       | 경상북도         | 포항시         |
| 대한민국       | 전라남도         | 함평군         |
| 대한민국       | 전북특별자치도   | 정읍시         |
| 미국           | 캘리포니아주     | 오클랜드       |
| 오스트레일리아 | 뉴사우스웨일스주 | 시드니         |
| 중화인민공화국 | 산둥성(山东省)   | 지닝시(济宁市) |